# مانسا كونكو
مانسا كونكو هي بلدة في غامبيا تقع شمال سوما. وهي عاصمة إقليم النهر السفلي. سابقا منزل زعيم مهم. تترجم مانسا كونكو في لغة ماندينكا «تل الملوك».  كانت مركزًا إداريًا تحت حكم البريطانيين، حيث نجت منه بعض المباني. 